# Mont Athos dans l'art et la littérature

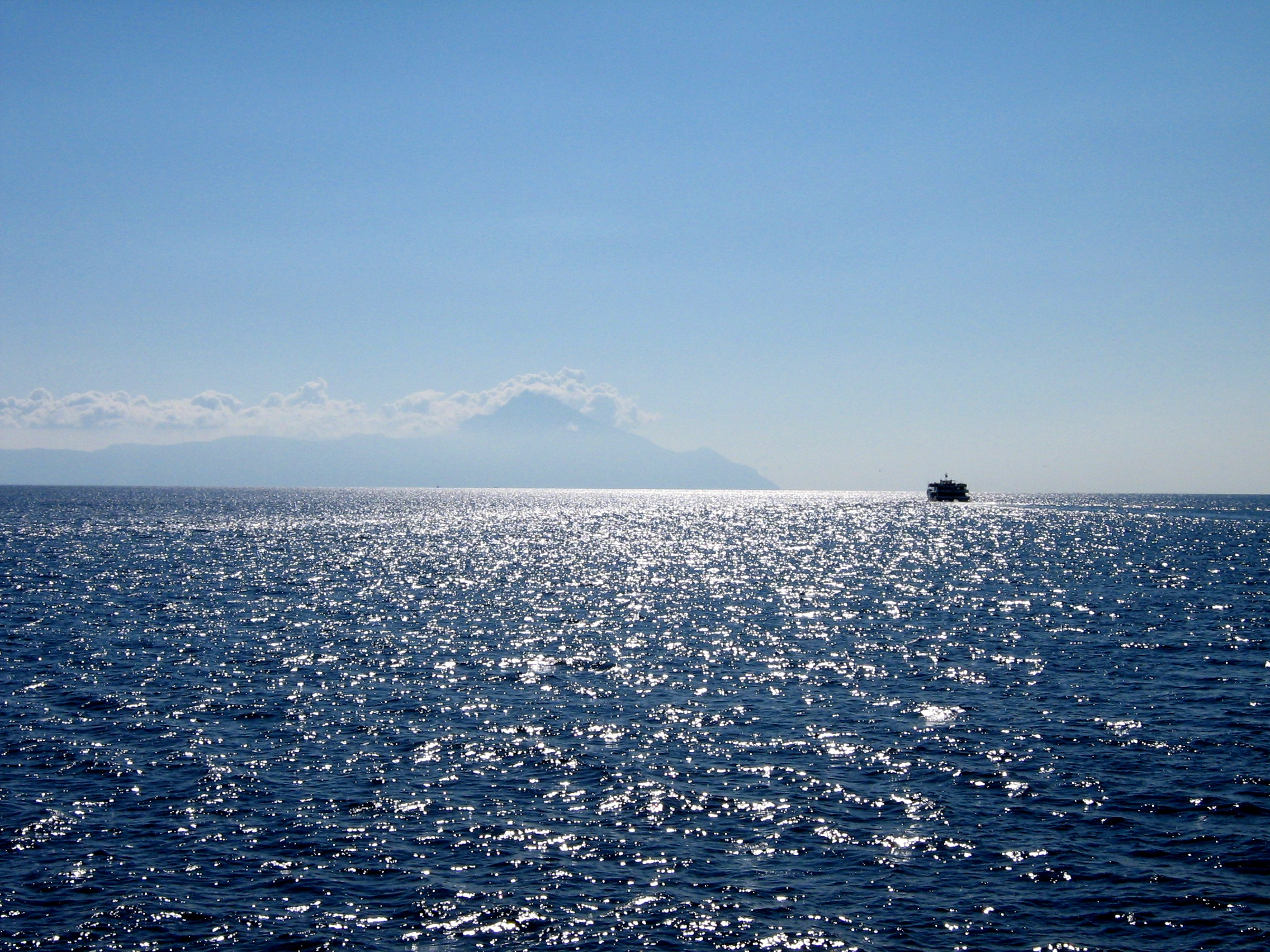
Coiffé de nuages, le mont Athos vu du large.

Pour connaître le mont Athos, il est possible de faire des excursions sur place moyennant un laissez-passer appelé diamonitirion, mais comme celui-ci n'est accordé qu'aux messieurs en raison de l'Abaton, les dames peuvent le découvrir à travers les nombreuses ressources du net, témoignages photographiques, filmographiques ou littéraires de voyageurs d'autrefois ou de scientifiques en mission.

## Archéologie et architecture
- Gabriel Millet[1], dont les photographies constituent une partie de la Collection chrétienne et byzantine de l'EPHE dite Photothèque Gabriel Millet[2],[3]. Pendant la Première Guerre mondiale, le seul service photographique ministériel était les Archives photographiques. Il fut mobilisé pour être l'opérateur photographique de l'état-major, aux côtés des opérateurs des unités régimentaires. Gabriel Millet, archéologue et élève de l'École française d'Athènes participa dans ce service au Front d'Orient, et produisit avec son équipe plus de dix mille vues sur l'Orient, la Grèce, et la Macédoine dont des "autochromes du Mont Athos" c'est-à-dire plus de deux mille photos.
- Les ouvrages du Collège de France dans la collection Les Archives de l'Athos[4]. Cette collection édite 1200 documents d'époque byzantine encore conservés dans les monastères du mont Athos. Chaque volume comprend une introduction sur l'histoire du monastère et ses archives, le texte grec de chaque document, précédé de sa description, de l'analyse détaillée, et de notes développées ; l'index des noms propres et de tous les termes notables. Un album cartonné donne, en planches phototypiques, la reproduction de toutes les pièces dont l'original ou un témoin ancien existent encore.

## Fresques et icônes

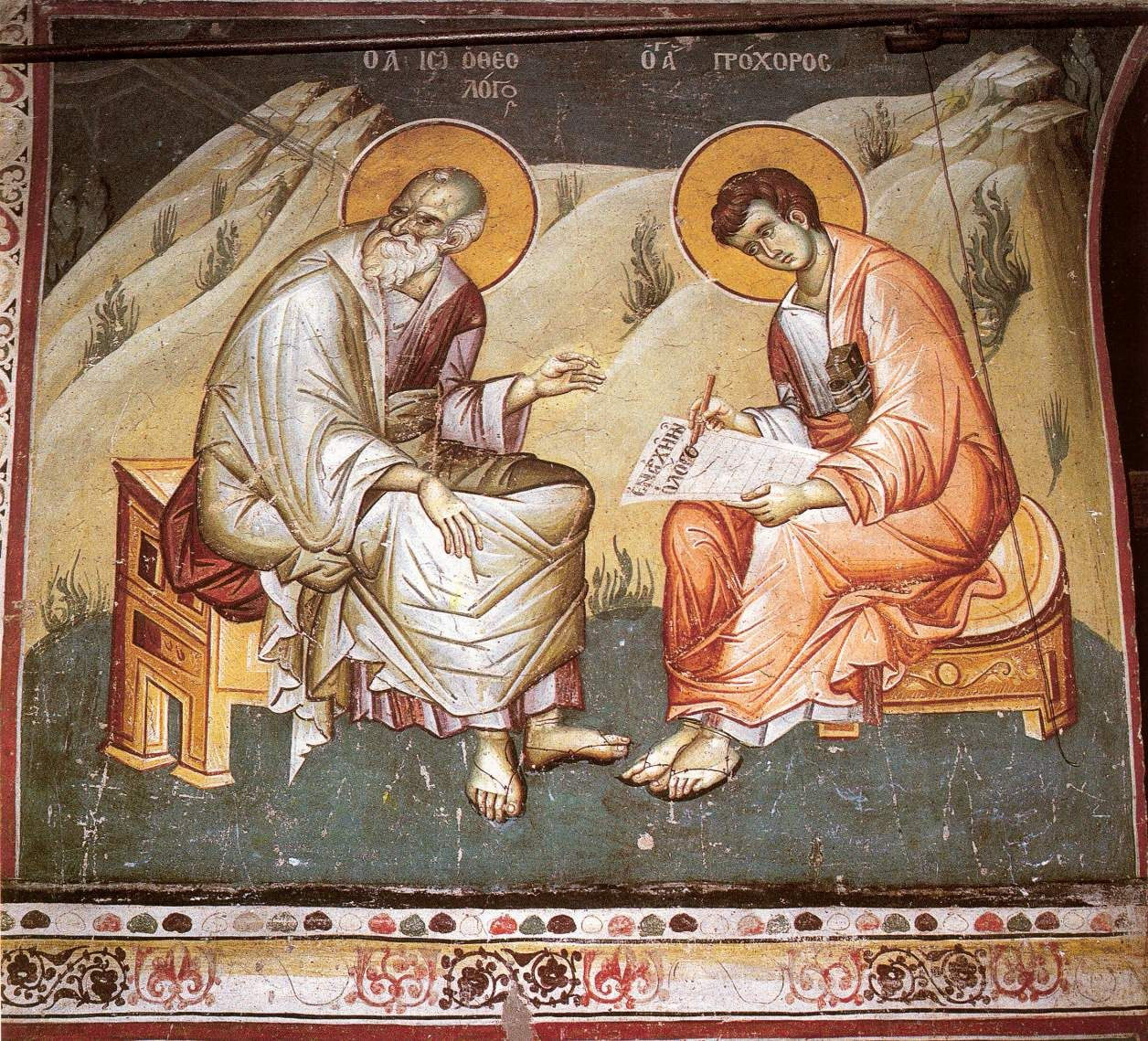
Icône de Saint Jean l'Évangéliste.

Le mont Athos est célèbre pour ses fresques byzantines qui ornent le mur des monastères et du réfectoire, et aussi pour ses icônes de la Vierge Marie.
- Fresques byzantines du mont Athos : Théophane le Crétois.
- Fresques du Karyès#Le Protaton : Manuel Panselinos (es).

En 1839, dans un voyage qu'il entreprit en Grèce avec M. Durand, M. Adolphe Napoléon Didron trouva entre les mains de plusieurs peintres du mont Athos un manuscrit intitulé Hρμηνείας τής ζωγραφικής, Guide de la Peinture, du moine Denys du couvent de Tourma, qu'il fit copier et envoyer à son domicile,.

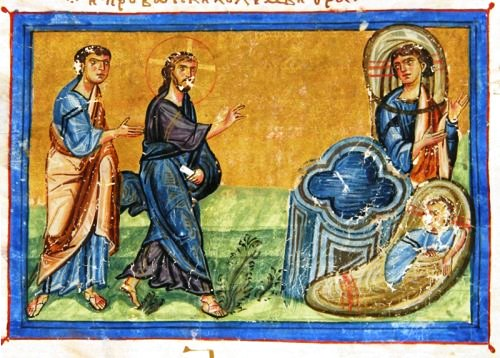
Synaxaire d'Eutyme du Mont-Athos, XIe siècle.

La plus célèbre de ces icônes de la Théotokos est l'icône du monastère d'Iveron Portaïtissa, « gardienne de la Porte », connue ensuite sous le nom de « Marie Porte du Ciel », dont l'original, une réplique de l'icône d'Iviron, est myroblyte depuis 1981 (elle exsude de l'huile parfumée).

## Manuscrits et linguistique

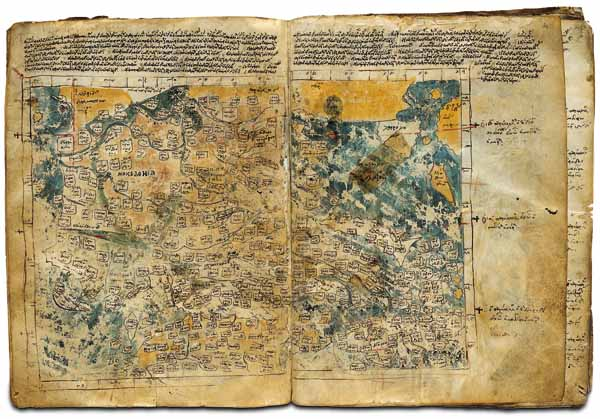
L'atlas de Ptolémée du XIIe ou XIIe siècle, bibliothèque du monastère de Vatopédi.

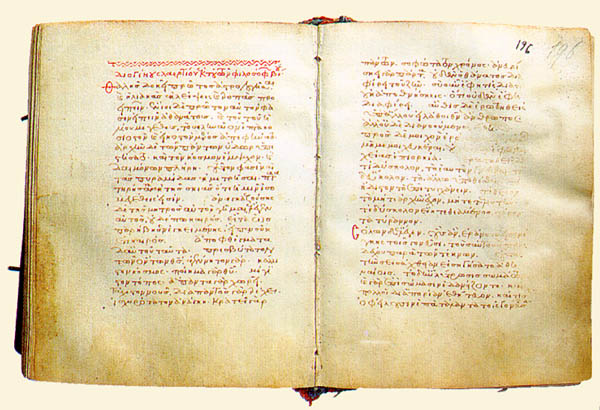
Texte de Diogène Laërce, codex 90 du monastère de Dionysiou.

Les bibliothèques des monastères du mont Athos contiennent des dizaines de milliers d'ouvrages dans les états les plus divers, les plus anciens remontant au XIIe siècle. Les moines les restaurent à leur rythme mais ne sont pas suffisamment nombreux, disponibles, outillés et spécialisés. Les catalogues font état d'un très grand nombre de manuscrits disparus, soit qu'ils ont été détruits par les Ottomans en 1822, soit qu'ils ont été volés, pillés, vendus, et appartiennent aujourd'hui à des collections privées ou à de grandes bibliothèques comme la Library of Congress. Il existe aussi des ouvrages ne figurant dans aucun catalogue : c'est ainsi que durant la mission de Pierre Sébastianoff (ru) un manuscrit de la Géographie de Ptolémée a été trouvé dans la bibliothèque du monastère de Vatopédi (Vatopedi n° 655, ouvrage le plus ancien que tous les autres exemplaires connus de cet atlas, daté de 1200 environ et composé de 5 o folios, 66 pages de texte grec suivi de 42 cartes).
- Anciens manuscrits notice informative
- (en) Catalogue des Manuscrits Grecs du mont Athos, 1895 sur Anemi
- (en) Guide des Manuscrits du mont Athos de la Library of Congress
- Notes sur les manuscrits du mont Athos. Monastère de Xénophon KADAS S. N. ; Avec un index des noms propres. Cent trois manuscrits du XIIe - XVIIIe siècle mais surtout tardifs 1989, vol. 15, p. 431–468. article Inist.

Historiquement, le mont Athos est polyglotte même si le grec démotique est langue officielle de la communauté monastique et langue liturgique de dix-sept des vingt monastères. Sept autres langues liturgiques ont été ou sont encore utilisées, et de ce fait, des manuscrits ou des ouvrages imprimés, notamment des Bibles et des liturgies en ces langues, sont conservés dans les bibliothèques des monastères :
- l'arménien au monastère de Vatopedi (en 2014 les moines arméniens sont épars) ;
- le géorgien au monastère d'Iveron (« monastère des Ibères » ; en 2014 les moines géorgiens sont épars) ;
- le latin au monastère Morphinon (les moines orthodoxes amalphitains de rite romain sont passés au catholicisme et ont quitté la presqu'île au XIIIe siècle pour l'Italie où on les appela « Basiliens ») ;
- le slavon d'église et les langues slaves méridionales au monastère de Zographou pour les Bulgares (15 moines en 2014) ;
- le slavon d'église, l'aroumain et le roumain au monastère de Gregoriou (en 2014 les 64 moines Roumains et Moldaves sont groupés dans les skites de Prodromou et Lacou) ;
- le slavon d'église, le russe et le ruthène au monastère de Panteleimon (50 moines en 2014) ;
- le slavon d'église et les langues slaves méridionales au monastère de Hilandar pour les Bulgares, les Macédoniens slaves, les Monténégrins et les Serbes (46 moines en 2014 ; parmi les anciens moines de ce monastère, le plus connu est le bulgare Païsy de Hilandar qui, au XVIIIe siècle, compila l'histoire bulgare).

## Peinture moderne, photographie et cinéma

### Peinture

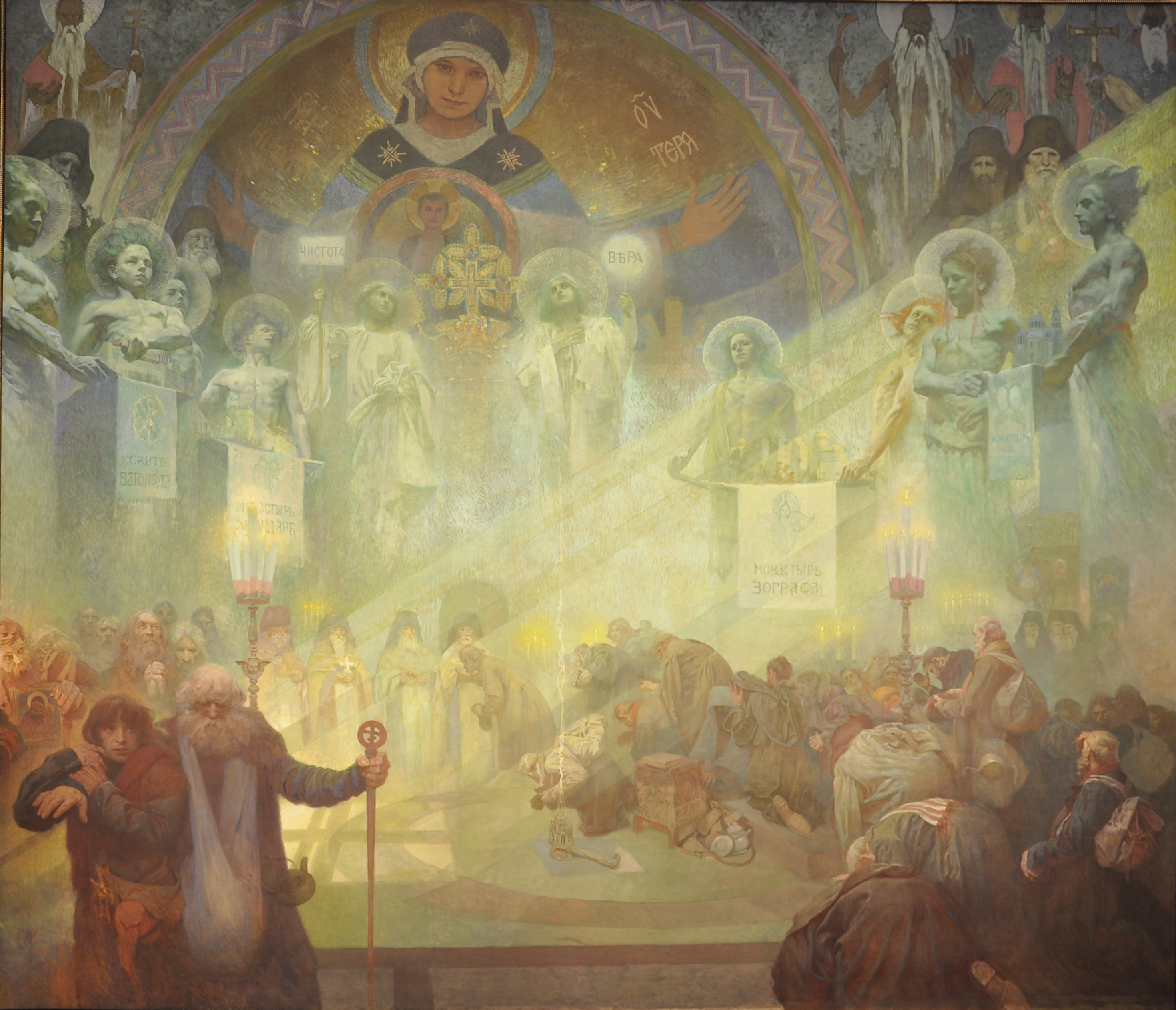
Alfons Mucha, Le monastère de Zographou (monastère bulgare), 1926, Musée national de Prague.

De nombreux artistes ont peint le mont Athos: Edward Lear (1856/57), Dominique Papety (1815-1849), Théodore Jacques Ralli (en) (1852-1909), Dimitrios Gioldasis (el) (1897-1993), Polykleitos Regos (1903-1984), Laffeke, Spýros Papaloukás (1892-1957), et aujourd'hui, Julian Vilarrubi, Vasilis Theocharakis, Takao Tanabe (1926), George Sfougaras, Luke Dingman, Mikhail Tikhanovsky, Herwig Zens (de), Jan Vochoc, Jan Abels, Doug Patterson, etc.
On peut admirer la plupart de ces œuvres sur le blog Athos Agion Oros.

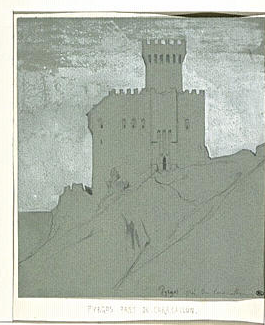
Dominique Papety, Arsanas Karakallou.

### Catalogues d'exposition
- Autochromes du mont Athos Photographies en couleurs du Musée Albert-Kahn 1997 Musée Albert Kahn, Institut français de Thessalonique (non-réédité)
- Catalogue de l'exposition « Le mont Athos et l'empire Byzantin » présentée au Petit Palais de Paris (10 avril - 5 juillet 2009
- Athos - Monestic Life on the Holy Mountain publié en lien avec l'exposition d'Helsinki au City Art Museum Maahenki en 2006 : 346 pages, Hardcover.

### Photographie
Le comte russe Pierre Sébastianoff (ru) est le premier à photographier le Mont Athos, où il fit plusieurs séjours à partir de 1852, ses trésors, et ses manuscrits, dont un très ancien manuscrit de Ptolémée dont la découverte fut alors unanimement saluée. Ses photographies furent exposées dans une exposition à la London Photographic Society, en 1858,.

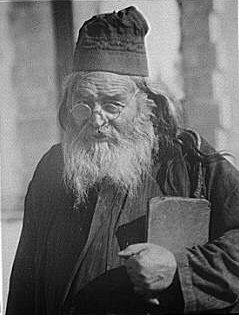
Le bibliothécaire du monastère de Simonopetra, par Arnold Genthe, Greek Serie, Library of Congress.

Quelques photographes s'aventurèrent ensuite au mont Athos :
- Gabriel Millet avec une Mission au mont Athos, dès 1898[16].
- Fernand Cuville (1887-1927) effectue en 1918 une Mission au mont Athos, dont le Musée Albert-Kahn de Boulogne conserve, aux Archives de la Planète d'Albert Kahn, les plaques de verre « autochromes du mont Athos »[17].
- Il est suivi par le français Pierre Roger Le Baron (1887-1934) et par l'américain Arnold Genthe (1869-1942) qui réalise au cours de son voyage en Grèce les Greek Series, dont quelques clichés sont conservés à la Library of Congress.
- Le suisse Frédéric Boissonnas (1858-1946) réalise 400 clichés au mont Athos, conservés aujourd'hui au Musée de la photographie de Thessalonique[18].
- On doit au suisse Paul Collart (1878-1981) les fonds Collart conservés par l'Institut d'archéologie et d'histoire ancienne de l'UNIL, en Suisse.
- Le photographe grec Kostas Argyris est aujourd'hui le photographe officiel des moines du mont Athos[19].

### Albums de photographies
- Photographies du Studio de la Scète Saint-André : site Athos-Mémory   le site des archives photographiques du mont Athos.
- 1969: A Photographic Itinerary on Mount Athos par Takis Tloupas.
- Seraidaris Angelos, Photographic journey to Mount Athos, 1935, Benaki Museum, archives photographiques du mont Athos
- Costas Balafas (el), Photographic Hierarchy on Mount Athos, 1969-2001, Benaki Museum, archives photographiques du mont Athos, 2006 et A photographic itinerary on Mount Athos, 1969-2001
- Nikólaos Tompázis, An exhibition of Photographs of Mount Athos, 1962, exposition au British Council, Archives au Musée Benaki.
- Jacques Lacarrière, est le voyageur français qui fit connaître le mont Athos en France. Visages athonites, Le Temps qu'il fait, 1995 et . Avec C. Freire : Le mont Athos
- Xavier Zimbardo  et
- Zbigniew Kosc
- Aleksandar Rados
- Antonis Sarantos
- Photographies de Frère Jean, Moine orthodoxe et photographe: .

### Filmographie
- Gabriel Millet, Processions au Mont-Athos, film muet réalisé en 1917 et récemment restauré par le Centre Gabriel Millet
- Millenium ; La Porte de L'Eternite, British Pathe 1963
- Jacques Valentin, Les moines du mont Athos, Armor Films, 1960
- Mont Athos, la république des moines, TSR.CH Suisse Romande Continents sans visa, 1963
- Yorogos Zervoulakos, Vaggelis Serdaris, Le Mont Athos, la montagne du silence
- Yannis Lambrou, Passages au Paradis, sur le mont Athos (DVD, Grèce 1999-0h15).
- Eddy Vicken, Yvon Bertorello, Le mont Athos, la République des moines
- Film de la télévision russe (2012)

## Musique
- Saint Jean Koukouzelis (1280-1360), surnommé le « Rossignol de l'Athos », moine compositeur de musique liturgique[20].

## Philatélie

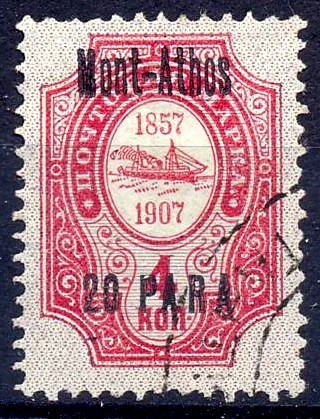
Timbre du bureau de Poste russe du Mont Athos.

De nombreux timbres grecs représentent le mont Athos.

## Monachisme
Le mont Athos vénère de nombreux saints, hagiorites et ermites : Athanase l'Athonite, le vénérable Georges, Silouane de l'Athos (connu grâce à la biographie de l'archimandrite Sophrony Sakharoff). À l'extrémité orientale de la presqu'île, les ermites (des moines anachorètes) se retirent dans des cabanes (askitaria), des huttes (kolybes), des cellules troglodytes (kellia) ou des grottes naturelles de la falaise escarpée (« hésychastères »), en un lieu appelé Karoulie (en grec moderne : Καρούλια : « désert ») où ils pratiquent la prière du cœur et l'hésychasme. Certains de ces moines, autrefois appelés « caloyers », étaient omphalospsyques (« écoutant l'âme censée murmurer par le nombril »),,,,.
Religieux canonisés ou célèbres :
- Athanase l'Athonite (930-1000)
- Silouane de l'Athos (1866-1892)
- Arsénios l'habitant de la cave (en) (1886-1983)
- Sophrony (1896-1993)
- Joseph l'Hesychiaste (en) (1897-1959)
- Joseph de Vatopedi (en) (1921-2009)
- Païssios du Mont Athos (1924-1994)

## Récits de voyageurs
De nombreux voyageurs ont relaté leur voyage au mont Athos, de  Pierre Belon au XVIe siècle à Jacques Lacarrière. 
Selon les auteurs anciens, confirmés par Belon, le soir du solstice d'été, l'ombre du Mont Athos, distant de 70 km, s'étend jusqu'à la place de Myrina, sur l'île de Lemnos, où l'on avait élevé dans l'Antiquité la statue d'un bœuf de bronze. 
Plutarque cite même un vers (̉Άθως καλύψει πλευρά Λημνίας βοός : « le mont Athos couvrira le flanc du bœuf de Lemnos ») qui était devenu proverbial pour désigner ceux qui, par leurs calomnies, dénigraient les mérites des autres.
Sur Gallica on peut trouver les récits d'un certain nombre de voyageurs : Antonin Proust, Stanislas de Nolhac, Eugène-Melchior de Vogüé, récits parus dans les journaux de l'époque, comme Le Tour du Monde d'Edouard Charton, le Magasin Pittoresque ou la Revue des Deux-Mondes. Ces récits, parfois illustrés, constituent des documents très intéressants sur le mont Athos au XIXe siècle.
En 1924, l'higoumène du Pantocrator accepta de recevoir à la bibliothèque du monastère les navigatrices et historiennes Marthe Oulié et Hermine de Saussure qui s'étaient abritées du meltem au petit débarcadère en contrebas avec leur petit caïque à voile et à rames, la Perlette, à bord duquel elles parcouraient l’Égée depuis le Pirée.
Peu de religieux catholiques sont allés au mont Athos. Deux y ont séjourné : le père Marie-Joseph Le Guillou, dominicain, et le religieux trappiste américain Basil Pennington qui écrivit quelques livres comme Les Moines du mont Athos ou O Holy Mountain ! Journal of a Retreat on Mount Athos (Garden City, NY: Doubleday, 1978).
Plus récemment, Alain Alain Durel a relaté son expérience d'une année passée comme novice au Mont Athos dans son livre La presqu'île interdite : initiation au mont Athos, Albin Michel, Paris 2014.

## Bande dessinée
Le septième tome de Tony corso La donation Konstantin possède des séquences à la République monastique du Mont-Athos.